# Oliver Schmitt (Fußballspieler, 1973)
Oliver Schmitt (* 11. August 1973) ist ein ehemaliger deutscher Fußballspieler.

## Karriere
Schmitt spielte in der Jugend beim 1. FC Köln. Hier gehörte er zum erfolgreichen Jahrgang, welcher 1990 die deutsche B-Junioren-Meisterschaft gewann. In den anschließenden Jahren spielte er außerdem in den Endspielen um den DFB-Jugend-Kicker-Pokal und die deutsche A-Junioren-Meisterschaft. Beide Endspiele gingen allerdings verloren. 1992 rückte Schmitt in die Zweite Mannschaft der Kölner auf.
In der Saison 1996/97 stand Schmitt im Kader des Bundesligisten Fortuna Düsseldorf. Für die Rheinländer absolvierte er zwei Spiele im Oberhaus des deutschen Fußballs, er wurde von Trainer Aleksandar Ristić am 2. Spieltag zu seinen Debüt gebracht. Bei der 4:0-Niederlage gegen Borussia Dortmund wurde er für Vladimir Pasic in der 69. Spielminute beim Stand von 2:0 eingewechselt. Der nächste Einsatz erfolgte am 17. Spieltag gegen den Hamburger SV, als er in der 68. Spielminute für Sergej Juran eingewechselt wurde. Das Spiel ging 2:1 verloren. Zu diesem Zeitpunkt hatte Rudolf Wojtowicz das Amt an der Seitenlinie der Fortuna übernommen. Es blieb Schmitts letzter Bundesligaeinsatz. Nach der Spielzeit, die die Fortuna auf Platz 16 – somit als Absteiger – beendete, wechselte er in den Amateurbereich zu Germania Teveren. Später spielte er noch für den FC Hennigsdorf und den SSV Reutlingen und trainierte 2004 den TSV Altenburg.

## Erfolge

### 1. FC Köln
- Deutscher B-Junioren-Meister: 1989/90
- Endspiel Deutsche A-Junioren-Meisterschaft: 1991/92
- Endspiel DFB-Jugend-Kicker-Pokal: 1990/91